# Bièvre (dopływ Saary)
Bièvre – rzeka we Francji, przepływająca przez teren departamentu Mozela, o długości 24,8 km. Stanowi dopływ rzeki Saary. 
Bièvre przepływa przez Walscheid, Troisfontaines, Hartzviller, Schneckenbusch, Buhl-Lorraine oraz Réding.